# Де Лазари, Ия
Ия де Лазари-Павловская (8 мая 1921, Арнишицы, Смоленская область, РСФСР — 10 ноября 1994, Лодзь, Польша) — польский философ

, автор работ по современной этике и метаэтике. Профессор Лодзинского университета; возглавляла в нём Кафедру этики. Ученица и продолжательница идей Т. Котарбинского и М. Оссовской.
Была членом International Erich Fromm Society, Schopenhauer-Gesellschaft и большим нравственным авторитетом среди польской либеральной интеллигенции. Её книги и статьи о толерантности, Махатме Ганди, Альберте Швейцере, Джавахарла́ле Не́ру переводились на другие языки.
Ия де Лазари — дочь Константина Николаевича де Лазари. Её мужем был философ Тадеуш Павловский. Анджей де Лазари — её племянник.
Скончалась 10 ноября 1994 года и была похоронена на православном кладбище на улице Огродовой.